# Aegithalos leucogenys
El mito cariblanco (Aegithalos leucogenys) es una especie de ave paseriforme de la familia Aegithalidae propia de Asia.  Se encuentra en Afganistán, zona de Cachemira, y Pakistán.